# Kuskusové
Kuskusové (Phalangeroidea/Phalangeriformes s. s.) představují skupinu dvojitozubců (Diprotodontia).

## Systematika
Taxon zahrnuje čeledi kuskusovití (Phalangeridae) a vakoplchovití (Burramyidae). V rámci řádu dvojitozubců jsou kuskusové pokládáni za příbuzné s possumy a příbuznými (Petauroidea/Petauriformes) a klokany (Macropodiformes/Macropodoidea), vzájemné fylogenetické vztahy těchto skupin jsou nicméně sporné, zřejmě důsledkem jejich rychlé divergence ve středním eocénu.
V rámci literatury se různí jednotlivé taxonomické kategorie těchto skupin, stejně jako jejich vymezení. Groves ve svém systému z roku 2005 klasifikoval nadčeledi Phalangeroidea + Petauroidea v rámci samostatného podřádu Phalangeriformes, zatímco pro klokany uvažoval druhý podřád Macropodiformes. Jiné systémy operují s Phalangeridae a Burramyidae dokonce na úrovni dvou samostatných monotypických nadčeledí (Phalangeroidea, Burramyoidea), Phalangeroidea tak fakticky zahrnují pouze Phalangeridae.
Pokud jsou klokani blíže příbuzní buďto s kuskusy, anebo s possumy, čemuž nasvědčují molekulární studie, taxon Phalangeriformes by byl v obou případech parafyletický. Někteří taxonomové, včetně Macholána a Zimy, tak užívají pojmenování Phalangeriformes v užším smyslu přímo pro kuskusy (tedy Phalangeridae a Burramyidae).
Bazální linii dvojitozubců představují koaly a vombati (Vombatiformes), jejichž postavení je nekontroverzní.